# Parafia Ewangelicko-Augsburska we Włocławku
Parafia Ewangelicko-Augsburska we Włocławku – luterańska parafia we Włocławku, należąca do diecezji pomorsko-wielkopolskiej Kościoła Ewangelicko-Augsburskiego w RP. Mieści się przy ulicy Brzeskiej. W 2017 liczyła 81 wiernych.

## Historia

### Początki osadnictwa ewangelickiego
Od XVI do XIX wieku Kujawy były miejscem, w którym osiedlali się imigranci z krajów niemieckich i holenderskich. Pierwsi z osadników byli uchodźcami z Niemiec toczących wojnę domową w czasie reformacji. W późniejszych wiekach, szczególnie w wieku XVIII, imigranci osiedlali się tu dobrowolnie na licznych terenach porzuconych przez Polaków, którzy wyginęli bądź zubożeli w wyniku licznych wojen i epidemii nawiedzających wówczas ten region. Od początku osadnicy byli zarówno wyznania katolickiego, jak i ewangelickiego.
Do 1793 roku Włocławek był miastem rządzonym przez biskupa, który zakazywał osiedlania się w nim osób innego wyznania niż katolickie. Po II rozbiorze Polski Włocławek dostał pod zabór pruski. Nowe, pruskie władze miasta zniosły zakaz osadnictwa dla nie-katolików.
Pierwsi osadnicy ewangeliccy we Włocławku pochodzili głównie z pobliskich terenów, które już przed rozbiorami wchodziły w skład Królestwa Prus, tj. z takich miast jak Toruń, Bydgoszcz, Grudziądz czy Gdańsk. Niektóre rodziny pochodziły jednak z głębi Niemiec, m.in. Drezna, Hamburga, Poczdamu. W latach 1793–1821 odprawiali oni nabożeństwa we własnych domach, na które zapraszano duchownych z sąsiednich miejscowości. Pomiędzy 1796 a 1797 rokiem odprawiano też dla nich nabożeństwa w nieistniejącej już Katedrze św. Stanisława. Do czasu powstania własnej parafii, ewangelikom udzielano sakramentów w Kościołach katolickich.
Od początków istnienia wspólnoty, organizowano naukę dla młodzieży ewangelickiej. Od 1834 roku parafia posiadała własny gmach szkoły, mieszczący się na rogu ulic Brzeskiej i Piekarskiej.
W 1818 roku gmina ewangelicka wystąpiła do władz Królestwa Kongresowego o zgodę na sprawowanie nabożeństw w XVII-wiecznym, drewnianym kościele św. Wojciecha. Komisja Rządowa Wyznania i Oświecenia Publicznego wydała zgodę 24 czerwca 1820 roku. Ówczesny biskup kujawsko-kaliski Andrzej Wołłowicz również wyraził zgodę i w dniach 17–18 marca 1821 roku zgodził się nieodpłatnie wydzierżawić kościół św. Wojciecha gminie ewangelickiej. Pierwsze nabożeństwo luterańskie zostało tu odprawione 31 maja 1821 roku przez pastora Georga Ortmanna.

### Od powstania parafii do zakończenia II wojny światowej
Parafia ewangelicko-augsburska we Włocławku została erygowana w 1829 roku. W chwili powstania liczyła 2414 członków.
W latach 1831–1832 przy Kościele pod adresem Brzeska 22 wybudowano istniejący do dziś budynek plebanii w stylu klasycystycznym, gruntownie przebudowany w 1881 roku oraz w latach 80. XX wieku. Obecnie znajduje się w nim kaplica zimowa.
W 1850 roku dziedzic Siewierska, Fryderyk Wilhelm Cords zapisał swój majątek na poczet budowy nowego Kościoła dla parafii ewangelickiej we Włocławku, a także szkoły i szpitala dla luteran. Na budowę Kościoła złożyły się także datki parafian i dotacje rządowe.
W latach 1877–1881 (wg innych źródeł w latach 1882–1884) wybudowano nowy, ceglany Kościół według projektu Franciszka Tournelle’a w stylu neogotyckim. Jego budowę ukończono ostatecznie w 1884 roku. W 1881 roku rozebrano dawny Kościół św. Wojciecha.
Na początku XX wieku liczba wiernych parafii gwałtownie się powiększyła. Wiązało się to m.in. z asymilacją ludności pochodzenia niemieckiego oraz ogólnym rozwojem Włocławka jako ośrodka przemysłowego. W przededniu wybuchu I wojny światowej liczyła już ok. 3000 osób. Liczba ta utrzymywał się przez okes dwudziestolecia międzywojennego. Planowano wówczas nawet rozbudowę Kościoła.

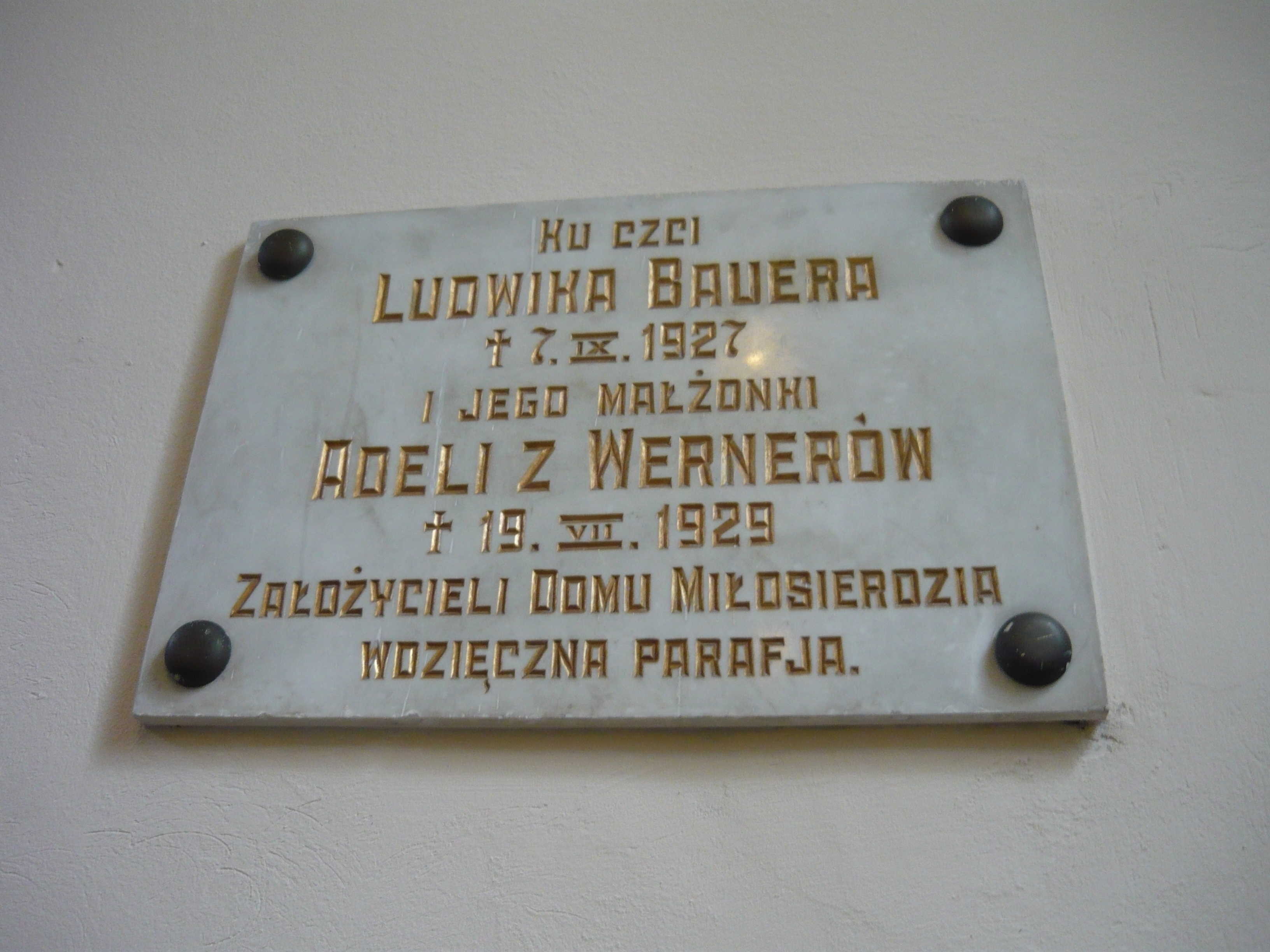
Parafia doceniła zasługi Ludwika i Adeli Bauerów, wystawiając im w Kościele tablicę pamiątkową

W 1905 roku Adela i Ludwik Bauerowie ufundowali dla parafii ochronkę dla sierot (przy ul. Słowackiego 4) oraz Ewangelicki Dom Miłosierdzia (rzy ul. Słowackiego 4a), w którym zajmowano się starcami i kalekami. W 1908 roku ufundowali także budynek dla szkoły parafialnej. Zarówno szkoła, jak i dom opieki nosiły imię Fryderyka Wilhelma Cordsa. Ewangelicki Dom Miłosierdzia działał do 1945 roku. Obecnie budynek jest nieeksploatowany. Baureowie są również fundatorami powstałego w 1897 roku kutego ogrodzenia na podmurowanej cegle od strony ul. Brzeskiej. W Kościele znajduje się tablica upamiętniająca Ludwika i Adelę Bauerów.
W tym czasie, aż do wybuchu II wojny światowej parafia prowadziła pięć kantoratów w gminach: Dobiegniewo, Falborz, Łęg, Śmiłowice i Wieniec oraz szkoły w miejscowościach: Modzerowo i Krzywa Góra (dla ludności polskiej) we Włocławku, Łęg-Witoszyn i Sarnówka (dla ludności niemieckiej). W parafii działały liczne stowarzyszenia, np. Towarzystwo Młodzieży Ewangelickiej.
20 stycznia 1945 roku wieża Kościoła została znacząco uszkodzona. Ukryli się na niej wówczas żołnierze armii hitlerowskiej (narodowości łotewskiej), którzy ustanowili na niej stanowisko strzelnicze dla karabinu maszynowego. Stąd atakowali żołnierzy armii radzieckiej znajdujących się na dzisiejszym Placu Wolności. W odpowiedzi Rosjanie wystrzelili w stronę wieży salwę z armat czołgowych. Wieżę odbudowano w latach 1947–1951.

### Czasy PRL i współcześne
Po II wojnie światowej w parafii pozostało ok. 600 wiernych. W okresie Polskiej Rzeczypospolitej Ludowej niemal cały majątek parafii, włącznie z jej plebanią został zajęty przez państwo. Częściowo został odzyskany po upadku PRL-u w 1989 roku.
W 2008 parafia liczyła około 100 wiernych.
Na przełomie 2008 i 2009 roku dokonano remontu Kościoła. Na poddaszu Kościoła odnaleziono wówczas blisko 150 tablic trumiennych z lat 1840–1890. Postanowiono je skatalogować, opisać i odrestaurować, czego parafia dokonała we współpracy m.in. ze słuchaczką Uniwersytetu Trzeciego Wieku we Włocławku Izabelą Drozd, Towarzystwem Inicjatyw Twórczych „ę” i Polsko-Amerykańską Fundacją Wolności. 13 czerwca 2012 roku w budynku dawnej kaplicy cmentarnej otworzono lapidarium. Odkrycie zainspirowało p. Izabelę Drozd do przeprowadzenia badań nad dawnymi cmentarzami ewangelickimi na terenie całego regionu. Projekt pt. Zagubione ślady społeczności ewangelickiej we Włocławku i okolicy do dziś prowadzi swoje prace pod patronatem Uniwersytetu Trzeciego Wieku. Oprócz katalogowaniem i restaurowaniem nagrobków zajmuje się też m.in. organizacją wykładów czy tworzeniem szlaków turystycznych, m.in. w porozumieniu z nauczycielami historii oraz z lokalnym oddziałem Polskiego Towarzystwa Turystyczno-Krajoznawczego.
W drugiej dekadzie XXI wieku dokonano kolejnych renowacji Kościoła. Wymieniono napęd dzwonów kościelnych, rynny i instalację elektryczną. Zamontowano nowe podświetlenie m.in. ołtarza. Wykonano bramę wjazdową w ogrodzeniu od strony ul. Słowackiego. Korzystając ze wsparcia Gminy Miasta Włocławek, wykonano nocną iluminację Kościoła.
Parafia ewangelicka we Włocławku organizuje m.in. multimedialne lekcje historii we współpracy ze szkołami. W czasie Tygodnia Modlitw o Jedność Chrześcijan, ewangelicy włocławscy zapraszają katolików na nabożeństwa do ich Świątyni.